# Anthracobia
Anthracobia es un género de hongos en la familia Pyronemataceae. El género fue circunscrito por Jean Louis Émile Boudier en 1885. Anthracobia se encuentra ampliamente distribuida por las regiones templadas del norte, y contiene 15 especies. Los análisis filogenéticos indican que el género en la forma que está actualmente circunscripto es polifilogenético.